# القلعة للاستشارات المالية
القلعة للاستشارات المالية هي شركة مساهمة قابضة مصرية، تأسست عام 2004، مقرها القاهرة، مصر. تعمل سيتادل في مجال استثمارات الأسهم الخاصة في منطقة الشرق الأوسط وأفريقيا وتصل استثماراتها إلى أكثر من 8.3 بليون دولار، في 14 شركة متخصصة في صناعات متعددة أهمها صناعات الإسمنت والزجاج والتعدين والبترول والطاقة والنقل النهري والبنوك الاستثمارية والإعلام والزراعة والصناعات الغذائية. يرأس الشركة أحمد هيكل، وتمتلك شركة القلعة 19 صندوق قطاعي متخصص للتحكم بشركاتها التي تدير استثمارات تصل قيمتها إلى أكثر من 9.5 مليار دولار أمريكي. وتتوزع استثمارات شركة القلعة على 15 دولة و15 قطاع صناعي متنوع تشمل الطاقة والتعدين والزراعة والصناعات الغذائية والأسمنت والخدمات المالية والنقل والتجزئة.

## المساهمين
تتوزع نسب المساهمين في الشركة كالتالي:
| - سيتادل كابيتال بارتنرز (23.49%) - مجموعة العليان (9.12%) - صادق أحمد صادق السويدي (5.62%) - الإمارات الدولية للاستثمار (5.54%) - دي إتش إنفستورز ليمتيد (3.77%) |  | - البنك التجاري الدولي (2.91%) - عمرو سمير محمد زكي عبد القادر (2.20%) - إس جي سي مصر للتكرير (1.98%) - اي إف جي هيرميس عمان (1.91%) |

## الشركات التابعة
تمتلك القلعة القابضة نسبة مختلفة في عدة أنشطة وشركات أهمها:
| - القلعة للإستثمارات الدولية (100.00%) - الدولية لإستشارات التعدين (99.99%) - القلعة القابضة للاستثمارات المالية (99.99%) - الوطنية للتنمية والتجارة (69.20%) - دار الشروق (58.51%) - اسيك للتعدين (54.05%) - المصرية لتكرير البترول |  | - الكاتب للتسويق والتوزيع (48.88%) - الشرق للمكتبات (40.00%) - اسكوم بريشيوس ميتالز اثيوبيا (35.54%) - سوسيتيه ديه سيمنت دو زاهانا (35.00%) - الميد للرعاية الطبية القابضة (30.00%) - المتحدة للمسابك (29.29%) |

## المجالات

### الاستثمار المباشر
وتركز شركة القلعة بصورة رئيسية على فرص الاستثمار في أسواق الشرق الأوسط وأسواق القارة الأفريقية، وإلى جانب مقرها الرئيسي في القاهرة ومكتبها في العاصمة الجزائرية، قامت شركة القلعة بافتتاح مكتب جديد في مدينة نيروبي الكينية خلال عام 2010 وذلك على خلفية التوسعات الأخيرة في منطقة شرق أفريقيا بعد شراء حصة الأغلبية في شركة سكك حديد ريفت فالي العاملة في أسواق كينيا وأوغندا.
قامت شركة القلعة منذ تأسيسها في عام 2004 بجذب واستثمار رؤوس أموال تبلغ أكثر من 4.7 مليار دولار أمريكي منها أكثر من 940 مليون دولار أمريكي من ميزانية الشركة الخاصة. وتمكنت شركة القلعة حتى اليوم من تنفيذ خمس عمليات تخارج ناجحة (منها ثلاث عمليات تخارج كلي، وعمليتي تخارج جزئي) محققة عوائد نقدية تبلغ أكثر من 2.2 مليار دولار أمريكي على استثمار موارد بقيمة 650 مليون دولار أمريكي، ومتفوقة بذلك على كافة شركات الاستثمار المباشر في المنطقة.
وقد بينت التقارير والإحصاءات السنوية التي تقوم بإعدادها جمعية الاستثمار المباشر في الأسواق الناشئة (EMPEA) أن شركة القلعة وحدها تمثل 27.5% من إجمالي التدفقات الرأسمالية الجديدة في أنشطة الاستثمار المباشر بمنطقة الشرق الأوسط وشمال أفريقيا خلال عام 2010.

### صناديق الاستثمار المشترك
ومن جانب آخر قامت شركة القلعة بتأسيس صناديق الاستثمار المشترك MENA وAfrica للعمل إلى جانب الصناديق القطاعية المتخصصة التي تتحكم باستثمارات المجموعة، وقامت بتنفيذ الإغلاق الأول خلال الربع الثالث من عام 2010 بقيمة مجمعة وصلت إلى 140 مليون دولار أمريكي، مع العمل على تأمين حصيلة مالية تبلغ 500 مليون دولار أمريكي عند تنفيذ الإغلاق الأخير للصناديق الجديدة.
وستقوم هذه الصناديق باستثمار 2 دولار أمريكي مقابل كل دولار تستثمره شركة القلعة في المشروعات المتوافقة مع السياسات الاستثمارية المعمول بها في الصناديق والتي اشترك عدد من أبرز المؤسسات الاستثمارية العالمية في تنفيذ الإغلاق الأول لها منها مؤسسة التمويل الدولية، والبنك الإفريقي للتنمية، والمنظمة الهولندية للتنمية FMO، ووكالة التمويل والتنمية الفرنسية بروباركو، ومؤسسة الاستثمار الألمانية DEG، وبنك الاستثمار الأوروبي.

### استيراد الغاز الطبيعي
في 22 نوفمبر 2012، وقعت شركة القلعة اتفاقية لتأسيس شركة مع مؤسسة كيو إنفست وشركاء قطريين لاستيراد وتغطية الطلب المتزايد على الغاز الطبيعي في مصر، بحلول منتصف 2013.
بمقتضى الاتفاقية، ستؤسس شركة بين القلعة ومؤسسة كيوإنفست ومجموعة من المستثمرين القطريين، لتأسيس شركة لإنشاء وامتلاك وحدة عائمة في مصر لاستقبال وتخزين الغاز الطبيعي المسال وإعادته لحالته الغازية (FSRU) ونقله من خلال الشبكة القومية للغاز وتسويقه بهدف توفير إمدادات الغاز الطبيعي إلى كبار وكثيفي مستهلكي الطاقة بالسوق المحلي.
تعتزم الشركة أن تبدأ نشاطها في السوق المصري في إطار منظومة تراخيص استيراد الغاز التي أعلنت عنها مؤخراً الشركة المصرية القابضة للغازات الطبيعية إيجاس.
سيمتلك الجانب القطري 51% من الشركة الجديدة على أن تمتلك شركة القلعة الحصة المتبقية، ولم يعلن بعد عن الموقع المخطط للمشروع أو تقديرات التكلفة الاستثمارية الخاصة به. وجدير بالذكر أن المشروع قد حصل على الدعم الفني والتجاري من الخبراء الدوليين في هذه الصناعة.
في مايو 2014، أعلنت وزارة البترول المصرية عن فوز (هوج) بمناقصة لتزويد مصر بأول سفينة عائمة لإستقبال شحنات الغاز المسال المستورد وتحويله إلى غاز طبيعي. وحسب الوزارة فإن الهدف من التعاقد مع هوج "تغطية جانب من احتياجات محطات الكهرباء من الغاز الطبيعي خلال الفترة المقبلة. مدة التعاقد خمس سنوات لتوفير حد أقصى 500 مليون قدم مكعب يومياً.
واتفقت مصر مع شركتي جازبروم الروسية وإي.دي.إف الفرنسية على توريد نحو 12 شحنة من الغاز المسال للبلاد بداية من سبتمبر أيلول المقبل كما تتفاوض مع شركة سوناطراك الجزائرية أيضا على توريد شحنات من الغاز.
وكان تجارب التشغيل الأولية للسفينة النرويجية قد قاربت على الإنتهاء في حوض بناء السفن بكوريا الجنوبية تمهيداً لمغادرتها وتواجدها بميناء العين السخنة أول سبتمبر 2014.
في 13 يناير 2015، تقرر أن تبدأ السفينة فك الغاز المسال لمصر، بدءاً من آخر مارس 2015، مقابل 31 سنت للمليون وحدة حرارية، في حين عرضت مجموعة القلعة القابضة فعل الشيء نفسه مقابل 1 دولار، خفضته إلى 45 سنت.

### بالسكك الحديدية
في فبراير 2010، أعلن تجمع شرق أفريقيا عن خططه لزيادة رأس المال مشروع سكك حديد الوادي المتصدع. اشترة القلعة 49% من أسهم شركة شلتام للسكك الحديدية الجنوب أفريقية، مستثمر رئيسي في اتحاد سكك حديد الموادي المتصدع، المسئول عن إدارة سكك حديد الوادي المتصدع.
في ذلك الوقت، كانت أسهم سكك حديد الوادي المتصدع موزعة كما موضح في الجدول التالي:

وفي 18فبراير 2014، اشترت شركة القلعة المصرية أسهم إضافية في سكك حديد الوادي المتصدع بمبلغ 530 مليون دولار. جاء ذلك في إطار مشروع طريق نقل رئيسي يصل شرق أفريقيا بالقاهرة عن طريق كامپالا، جوبا، والخرطوم.

## وصلات خارجية
- الموقع الرسمي للشركة.